# Phomopsis viticola
Phomopsis viticola (Sacc. 1915) Sacc.
è un fungo ascomicete agente causale della necrosi corticale della vite (impropriamente chiamata escoriosi). Colpisce prevalentemente i tralci di uno – due anni, provocando la comparsa di aree bruno – violacee costellate di tacche più chiare di varie dimensioni. Sulle foglie si osservano piccole macchie necrotiche che possono estendersi fino a interessare l'intera superficie. I grappoli vengono colpiti raramente.
Già negli anni cinquanta del Novecento la malattia era stata rilevata in alcuni vigneti del Veneto, identificata come Guignardia baccae e chiamata escoriosi. In seguito è stato identificato il vero agente responsabile della patologia, ma il termine escoriosi viene tuttora impiegato, anche se dovrebbe essere riservato per designare Guignardia baccae, agente di una malattia simile al marciume nero della vite.

## Biologia ed epidemiologia
Phomopsis viticola è un parassita facoltativo specifico per la famiglia delle Vitaceae.
Sverna sia come micelio nelle gemme che come picnidio nei tralci infetti e nelle foglie a terra. Durante l'inverno, i picnidi formatisi in autunno maturano, finché verso la fine dell'inverno iniziano a formarsi le picnidiospore (anche chiamate conidi). In primavera in concomitanza di periodi piovosi e temperature fresche si ha l'avvio delle infezioni primarie, mediante liberazione (grazie alle piogge) dei conidi contenuti nei picnidi, che penetrano per via stomatica oppure attraverso lesioni presenti sui giovani tralci. Le picnidiospore germinano sui tralci in 4 ore a 25 °C (condizioni ottimali); a temperature di 15 – 18 °C sono necessarie 7 – 10 ore di bagnatura.
Le picnidiospore possono germinare a temperature comprese tra 1 e 32 °C, con un optimum a 20 - 23 °C e 100% di umidità relativa, condizioni alle quali l'infezione avviene in poche ore.
I sintomi compaiono 20 – 30 giorni dopo l'infezione. I giovani germogli tra i 3 e i 10 cm di lunghezza sono i più sensibili all'attacco. In estate l'attività del fungo tende a diminuire, ma le infezioni sono ancora possibili.
L'innesto rappresenta una delle principali modalità di trasmissione della malattia, in quanto il patogeno si trasmette da una zona all'altra con le barbatelle ottenute da marze infette.
Le cultivar più sensibili all'attacco sono:
- Montepulciano
- Italia
- Pergolone
- Vermentino
- Regina
- Cardinal
- Ohanez
- Sangiovese

## Sintomatologia ed identificazione
Gli attacchi primari interessano solitamente i primi 4 – 5 internodi dei tralci di 1 – 2 anni, sui quali compaiono piccole macchie scure al centro che si estendono originando fessurazioni longitudinali larghe pochi millimetri, di colore violaceo o brunastro, che possono confluire e portare in caso di forte attacco, alla rottura dei sarmenti. In genere tali lesioni sono costellate da tacche più chiare di dimensioni variabili. In corrispondenza delle aree colpite si osserva l'imbiancamento dei tralci e la formazioni di punti neri che costituiscono i corpi fruttiferi (picnidi) del fungo.
Durante la potatura invernale la presenza della malattia può essere rilevata osservando i tralci colpiti che appaiono scoloriti con epidermide grigio biancastra ricoperta di picnidi nerastri. La base dei tralci, prevalentemente nella zona degli internodi, presenta tacche nerastre lunghe fino a 5 cm, isolate o confluenti.
Nel corso degli attacchi primaverili si può avere l'aborto delle gemme, con la comparsa di tralci nudi facilmente identificabili. Intorno alle gemme si formano degli imbrunimenti che possono estendersi fino agli internodi e si ricoprono di picnidi.
Sulle foglie, in estate compaiono tra le nervature principali piccole macchie necrotiche circondate da un alone clorotico che si estendono fino ad interessare l'intera superficie e a perforarsi. Se l'attacco è grave la foglia cade, mentre il picciolo rimane ancora sul tralcio per qualche tempo. Piccole lesioni necrotiche possono comparire anche sui piccioli e sui rachidi.
Sul grappolo i sintomi di necrosi corticale si riscontrano raramente; quando viene colpito può presentarsi spargolo in seguito agli aborti fiorali primaverili, con acini poco turgidi che assumono una colorazione violacea dopo l'invaiatura e possono ricoprirsi di punti scuri che costituiscono le fruttificazioni picnidiche; il rachide si presenta imbrunito.
Con il progredire della malattia si osserva il disseccamento di intere branche. Se gli attacchi sono gravi i giovani germogli si presentano rachitici, gli internodi corti e le gemme basali non germogliano. Esiste un decorso fulminate della patologia che porta alla morte della pianta in breve tempo.
L'indebolimento della pianta provoca una riduzione del raccolto in termini di quantità e di qualità e può rendere difficoltosa la potatura dell'anno successivo per la morte delle gemme basali.
In caso di dubbio, un metodo efficace per identificare gli attacchi di Phomopsis viticola, consiste nel porre sezioni di tralci colpiti in una camera umida, costituita da una scatola, un recipiente o un semplice sacco di plastica con carta assorbente umida. Dopo qualche giorno di incubazione a 20 – 25 °C i picnidi emettono dei cirri bianco-giallastri visibili a occhio nudo. Tali cirri sono costituiti da spore e da essudati del conidioforo.

## Descrizione
I picnidi sono nerastri, dal diametro di 0,2 – 0,5 mm. Sono uniloculari ed negli stadi iniziali di sviluppo di forma discoidale ed immersi nella matrice. A maturità emergono in superficie, diventano globosi e liberano i conidi (detti picnidiospore) attraverso un ostiòlo apicale.
I conidiofori presenti nei cirri portati sui picnidi sono cilindrici, enteroblastici, di tipo phialide ed emettono conidi in masse gelatinose.
Le picnidiospore, contenute nei picnidi, sono unicellulari, ialine e sono di tue tipi: conidi alfa, dalle dimensioni di 7 –10 x 24 µm, di forma ovoidale o fusiforme, in grado di germinare e conidi beta (18 – 30 x 0,5 – 1 µm) filimorfi e ricurvi non in grado di germinare se non in substrato artificiale e la cui funzione è ancora sconosciuta.

## Lotta
La lotta contro la necrosi corticale della vite si basa prevalentemente su interventi preventivi volti ad evitare il lussureggiamento della vegetazione e ad eliminare le fonti di inoculo.
- Asportare e bruciare i tralci colpiti
- non effettuare la trinciatura dei sarmenti ma allontanarli dal vigneto e bruciarli
- evitare la formazione di getti troppo vicini al suolo
- evitare l'irrigazione soprachioma
- impiegare materiale di propagazione certificato
- favorire una buona circolazione dell'aria nella vegetazione tramite la potatura verde
- non eccedere nelle concimazioni azotate

Nei vigneti interessati dalla malattia negli anni precedenti è opportuno intervenire al germogliamento eseguendo un trattamento con zolfo bagnabile (ammesso in agricoltura biologica) alle dosi di 2 kg/hl seguito da altri 3 – 4 trattamenti alla distanza di circa 10 giorni con dosi più ridotte (1 kg/hl). Nei casi più gravi è opportuno eseguire un trattamento prima della ripresa vegetativa per eliminare le forme ibernanti del patogeno. Per i trattamenti possono essere impiegati anche fungicidi a base di mancozeb e metiram, non ammessi però in agricoltura biologica, effettuando due interventi alla distanza di 8 – 12 giorni alle dosi massime ammesse in etichetta. I trattamenti effettuati contro peronospora, oidio e marciume nero, esplicano un'azione collaterale anche nei confronti della necrosi corticale.